# میلوا ماریچ
میلوا ماریچ (صربی: Mileva Marić؛ زاده ۱۹ دسامبر ۱۸۷۵ – درگذشته ۴ اوت ۱۹۴۸) فیزیک‌دان اهل صربستان بود. او همچنین اولین همسر آلبرت اینشتین بوده‌است.
ماریک و اینشتین هر دو در سال ۱۸۹۷ در مؤسسه فناوری فدرال زوریخ تحصیل می‌کردند. آن‌ها به هم علاقه‌مند شدند و حاصل رابطه آن‌ها دختری به‌نام لیزرل بود. جزئیات زندگی و فوت این فرزند نامعلوم است. ماریچ و اینشتین در ۶ ژانویه ۱۹۰۳ رسماً ازدواج کردند و بعدها صاحب دو پسر شدند.